# Demetrio el Bello
Demetrio el Bello (en griego antiguo, Δημήτριος ὁ καλός) fue un príncipe Antigónida, rey de Cirene.
Hijo de Demetrio Poliorcetes, rey de Macedonia, y de su quinta esposa, Ptolemais, fue designado para reinar en Cirene al casarse con Berenice II, hija del rey Magas, muerto en el año 250 a. C.. 
Seguramente fue este Demetrio el que dirigió el ejército macedonio para detener una de las invasiones de Pirro, rey de Epiro.
Berenice le hizo asesinar en 248 a. C., cuando descubrió que era amante de su madre Apama. 
De una primera unión con una tal Olimpia de Larisa, tuvo un hijo, el futuro rey de Macedonia Antígono III.
| Predecesor: Magas de Cirene | Rey de Cirene 250 - 249 a. C. | Sucesor: Bajo control del Egipto ptolemáicoPtolomeo VIII Evergetes II (164 a. C.) |